# マグダレナ・デ・キノ (ソノラ州)
マグダレナ・デ・キノ（Magdalena de Kino）
は、メキシコのソノラ州にある自治体。
メキシコ政府観光局(SECTUR)（スペイン語: Secretaría de Turismo (México)）
によりプエブロ・マヒコとして選出された観光地。

## 概要
エウセビオ・キノの霊廟がある。